# Visborgskyrkan

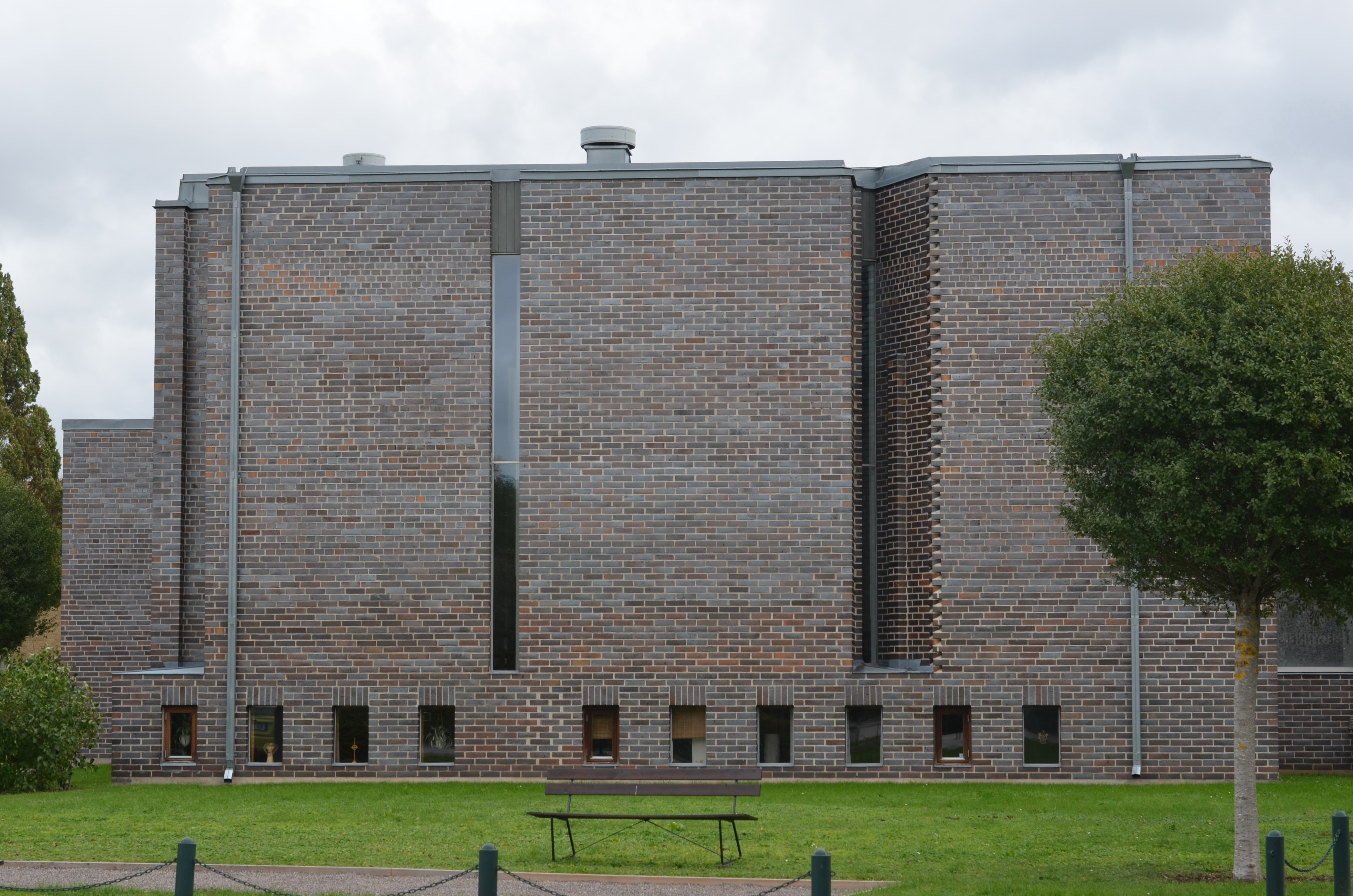
Södra fasaden

Visborgskyrkan är en kyrkobyggnad som tillhör Visby domkyrkoförsamling i Visby stift och är distriktskyrka för de södra stadsdelarna av Visby. Den är uppförd på en 1933 till ändamålet donerad tomt.

## Kyrkobyggnaden
Denna centralkyrka uppfördes efter ritningar av arkitekt Per-Erik Nilsson och invigdes första söndagen i advent den 30 november 1969 av biskop Olof Herrlin. 
Kyrkans fasad består av finskt glaserat tegel från Åbo bruk och furu på en stomme av betong. Taket är av plåt, men var från början belagt med asfaltspapp. Innerväggarna är putsade. Kyrksalens innertak har delvis synliga betongbalkar som är formade som ett kors. Golvet är av polerad kalksten. 
En församlingsdel är byggd i anslutning till kyrkan. 
I klockstapeln hänger klockor från Bergholtz klockgjuteri. Den försågs 1982 med elektrifierad klockringning.

## Inventarier
- Altare. dopfunt och ambo är av kalksten
- En altarväv med motivet Den korsfäste hänger i västra delen av kyrkan och är utförd av Christine Wickelgren.
- En skulptur föreställande aposteln Andreas är utförd av skulptören Bertil Nyström 1979.
- Ljusbärare i smidesjärn.

### Orgel
- Orgeln byggdes 1977 av Grönlunds Orgelbyggeri i Gammelstad. Orgeln är mekanisk.

| Huvudverk I       | Svällverk II | Pedal          | Koppel |
| Rörflöjt 8’       | Gedackt 8’   | Subbas 16’     | I/P    |
| Principal 4’      | Rörflöjt 4’  | Gedackt 8’     | II/P   |
| Spetsflöjt 4’     | Principal 2’ | Oktava 4'      | II/I   |
| Waldflöjt 2'      | Cymbel 3 ch  | Koppelflöjt 2' |        |
| Sesquialtera 2 ch | Dulcian 8'   | Fagott 16'     |        |
| Mixtur 3 ch       | Tremulant    | Skalmeja 4'    |        |